# Prêmio Globo de Melhores do Ano de Humor: Troféu Paulo Gustavo
O Prêmio Globo de Melhores do Ano para Humor: Troféu Paulo Gustavo é um prêmio anual destinado ao comediante que mais se destacou no ano na TV Globo. Entre 1995 e 2019, a premiação foi apresentada pelo apresentador Faustão durante o programa Domingão do Faustão, passando a ser realizada a partir de 2021 pelo programa Domingão com Huck sob a apresentação de Luciano Huck.
Anteriormente a categoria foi denominada de "Melhor Humorista" (1995 à 2000), "Melhor Humorista Feminino" (2001 e 2002), "Melhor Humorista Masculino" (2001 e 2002) e "Comédia" (2003 à 2019).

## História

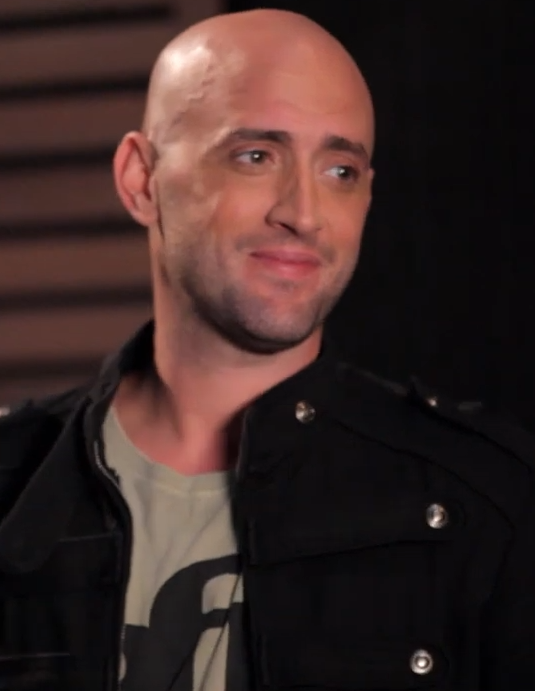
O prêmio leva o nome do humorista Paulo Gustavo desde 2021.

Entre 1995 a 2000 a categoria foi intitulada "Melhor Humorista", onde interpretes masculinos e femininos poderiam ser indicados. Em 2001 e 2002 a categoria foi dividida em "Humorista feminino" e "Humorista masculino". De 2003 a 2019 foi intitulada de "Comédia". A partir da edição de 2021, a categoria passou a ser chamada de "Humor: Troféu Paulo Gustavo" em homenagem ao ator e comediante Paulo Gustavo, falecido em maio de 2021 em decorrer da COVID-19.

## Vencedores e indicados
|  | Indica o comediante vencedor(a) |

### Década de 1990
Fonte: 
| Ano  | Intérprete        | Programa                        |
| ---- | ----------------- | ------------------------------- |
| 1995 | Tom Cavalcante    | Escolinha do Professor Raimundo |
| 1996 | Marisa Orth       | Sai de Baixo                    |
| 1999 | Cláudia Rodrigues | Escolinha do Professor Raimundo |

### Década de 2000
Fonte: 
| Ano  | Intérprete                      | Programa                                  |
| ---- | ------------------------------- | ----------------------------------------- |
| 2000 | Tom Cavalcante                  | Sai de Baixo                              |
| 2001 | Cláudia Rodrigues               | Zorra Total                               |
| 2001 | Luís Fernando Guimarães         | Os Normais                                |
| 2002 | Heloísa Périssé                 | Zorra Total                               |
| 2002 | Cláudio Manoel / Tom Cavalcante | Casseta & Planeta, Urgente! / Zorra Total |
| 2003 | Rogério Cardoso                 | A Grande Família                          |
| 2004 | Cláudia Rodrigues               | A Diarista                                |
| 2005 | Rodrigo Fagundes                | Zorra Total                               |
| 2006 | Maria Clara Gueiros             | Zorra Total                               |
| 2007 | Samantha Schmütz                | Zorra Total                               |
| 2007 | Cláudia Rodrigues               | A Diarista                                |
| 2007 | Rodrigo Fagundes                | Zorra Total                               |
| 2008 | Katiuscia Canoro                | Zorra Total                               |
| 2008 | Fabiana Karla                   | Zorra Total                               |
| 2008 | Pedro Cardoso                   | A Grande Família                          |
| 2009 | Katiuscia Canoro                | Zorra Total                               |
| 2009 | Leandro Hassum                  | Os Caras de Pau                           |
| 2009 | Marcius Melhem                  | Os Caras de Pau                           |

### Década de 2010
Fonte: 
| Ano  | Intérprete                          | Programa                     |
| ---- | ----------------------------------- | ---------------------------- |
| 2010 | Leandro Hassum                      | Zorra Total                  |
| 2010 | Bruno Mazzeo                        | Junto & Misturado            |
| 2010 | Katiuscia Canoro                    | Zorra Total                  |
| 2011 | Rodrigo Sant'Anna & Thalita Carauta | Zorra Total                  |
| 2011 | Andréa Beltrão & Fernanda Torres    | Tapas & Beijos               |
| 2011 | Leandro Hassum & Marcius Melhem     | Os Caras de Pau              |
| 2012 | Rodrigo Sant'Anna                   | Zorra Total                  |
| 2012 | Fernanda Torres                     | Tapas & Beijos               |
| 2012 | Leandro Hassum                      | Os Caras de Pau              |
| 2013 | Leandro Hassum                      | Os Caras de Pau              |
| 2013 | Fábio Porchat                       | A Grande Família             |
| 2013 | Fernanda Torres                     | Tapas & Beijos               |
| 2014 | Leandro Hassum                      | Divertics                    |
| 2014 | Marcelo Adnet                       | Tá no Ar: a TV na TV         |
| 2014 | Rodrigo Sant'Anna                   | Zorra Total                  |
| 2015 | Rodrigo Sant'Anna                   | Zorra                        |
| 2015 | Leandro Hassum                      | Chapa Quente                 |
| 2015 | Marcelo Adnet                       | Tá no Ar: a TV na TV         |
| 2016 | Dani Calabresa                      | Zorra                        |
| 2016 | Marcelo Adnet                       | Tá no Ar: a TV na TV         |
| 2016 | Welder Rodrigues                    | Tá no Ar: a TV na TV e Zorra |
| 2017 | Lucas Veloso                        | Os Trapalhões                |
| 2017 | Marcelo Adnet                       | Tá no Ar: a TV na TV         |
| 2017 | Welder Rodrigues                    | Tá no Ar: a TV na TV e Zorra |
| 2018 | Eduardo Sterblitch                  | Tá no Ar: a TV na TV         |
| 2018 | Marcelo Adnet                       | Tá no Ar: a TV na TV         |
| 2018 | Welder Rodrigues                    | Tá no Ar: a TV na TV         |
| 2019 | Dani Calabresa                      | Zorra                        |
| 2019 | Marcelo Adnet                       | Tá no Ar: a TV na TV         |
| 2019 | Welder Rodrigues                    | Tá no Ar: a TV na TV         |

### Década de 2020
Fonte: 
| Ano  | Intérprete           | Programa                      |
| ---- | -------------------- | ----------------------------- |
| 2020 | Não houve premiação. | Não houve premiação.          |
| 2021 | Tatá Werneck         | Lady Night                    |
| 2021 | Fábio Porchat        | Que História É Essa, Porchat? |
| 2021 | Marcelo Adnet        | Sinta-se em Casa              |
| 2022 | Tatá Werneck         | Lady Night                    |
| 2022 | Fábio Porchat        | Que História É Essa, Porchat? |
| 2022 | Paulo Vieira         | BBB22: Big Terapia            |
| 2023 | Paulo Vieira         | BBB23: Big Terapia            |
| 2023 | Fábio Porchat        | Que História É Essa, Porchat? |
| 2023 | Rafael Portugal      | Domingão com Huck             |
| 2024 | Paulo Vieira         | Avisa Lá Que Eu Vou           |
| 2024 | Fábio Porchat        | Que História É Essa, Porchat? |
| 2024 | Tatá Werneck         | Lady Night                    |

## Estatísticas
| 3 vitórias - Cláudia Rodrigues - Leandro Hassum - Rodrigo Sant'Anna - Tom Cavalcante 2 vitórias - Katiuscia Canoro - Dani Calabresa - Tatá Werneck - Paulo Vieira | 7 indicações - Marcelo Adnet 6 indicações - Leandro Hassum 5 indicações - Fábio Porchat 4 indicações - Cláudia Rodrigues - Rodrigo Sant'Anna - Tatá Werneck - Welder Rodrigues 3 indicações - Fernanda Torres - Katiuscia Canoro - Paulo Vieira - Tom Cavalcante 2 indicações - Dani Calabresa |